# Gerhard von Lünenschlos

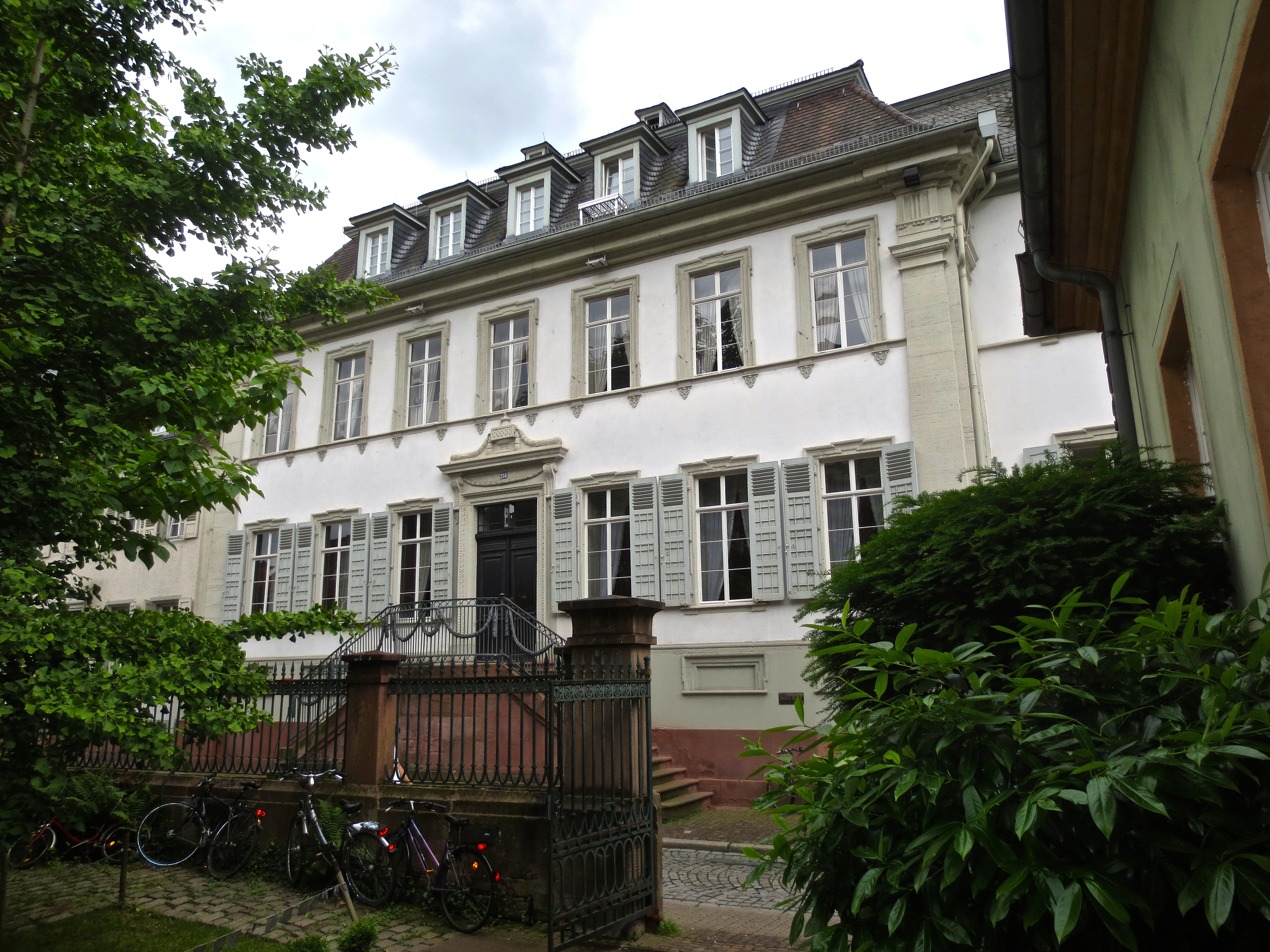
Das Haus Buhl in Heidelberg ist ein Barock-Palais in der Heidelberger Altstadt auf der Hauptstraße gelegen, es war der Wohnsitz seines Erbauers Friedrich Gerhard von Lünenschlos

Friedrich Gerhard von Lünenschlos (* 1666 in Heidelberg; † 1735) war ein deutscher Mathematiker und Professor an der Universität Heidelberg.

## Leben
Lünenschlos war ein Sohn des Professors für Mathematik Johannes von Leuneschlos (1620–1699) und der Anna Christina von Partz (Portzen). Im Juni 1695 übernahm er mit Genehmigung des Kurfürsten Johann Wilhelm das Amt von seinem Vater, das somit die erste Erbprofessur in Heidelberg wurde. 
Die Universität war seit der Zerstörung der Stadt im Pfälzischen Erbfolgekrieg nach Frankfurt am Main verlegt. Lünenschlos ging mit dem restlichen Lehrkörper 1698 nach Weinheim. 1700 erfolgte die Rückkehr nach Heidelberg. Hier ließ er sich wenig später das barocke Stadthaus vor dem Oberen Tor errichten, das später unter dem Namen Haus Buhl bekannt wurde. 1699, 1703, 1706, 1707 und 1727 war er Rektor der Universität und mehrfach Dekan der Philosophischen Fakultät. 
Am 9. September 1734 wird Lünenschlos letztmals im Senatsprotokoll erwähnt.